# Zamek w Bereźnem
Zamek w Bereźnem – wybudowany w XVI w. w Bereźnem.

## Historia
Marianna Siemaszko (zm. po 1634), córka Mikołaja Siemaszko (1577–1618), kasztelana bracławskiego, starosty łuckiego i Anastazji z Malińskich wyszła za mąż za Stanisława Daniłowicza (1596–1632), starostę czerwonogrodzkiego. Marianna wniosła w posagu zamek i miejscowość Bereźne. Obiekt nie istnieje.